# Leichtathletik-Europameisterschaften 2012/Dreisprung der Frauen

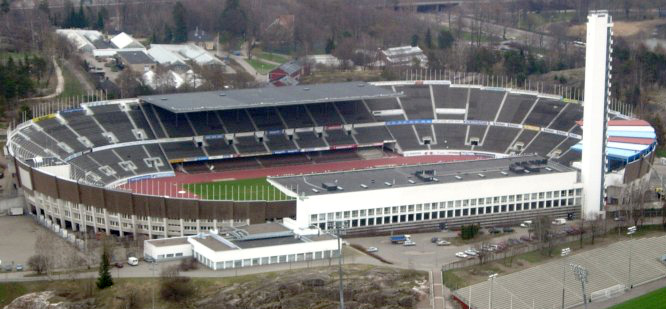
Das Olympiastadion Olympiastadion Helsinki im Jahr 2005

Der Dreisprung der Frauen bei den Leichtathletik-Europameisterschaften 2012 wurde am 27. und 29. Juni 2012 im Olympiastadion der finnischen Hauptstadt Helsinki ausgetragen.
Europameisterin wurde die amtierende Weltmeisterin und Titelverteidigerin Olha Saladucha aus der Ukraine. Rang zwei belegte die Portugiesin  Patrícia Mamona. Die Russin Jana Borodina errang die Bronzemedaille.

## Rekorde

### Bestehende Rekorde
| Weltrekord           | 15,50 m | Inessa Krawez    | WM Göteborg, Schweden | 10. August 1995 |
| Europarekord         | 15,50 m | Inessa Krawez    | WM Göteborg, Schweden | 10. August 1995 |
| Meisterschaftsrekord | 15,15 m | Tatjana Lebedewa | EM Göteborg, Schweden | 9. August 2006  |

Der bestehende EM-Rekord wurde bei diesen Europameisterschaften nicht erreicht. Die größte Weite erzielte die ukrainische Europameisterin Olha Saladucha im Finale mit 14,99 m bei einem Rückenwind von 0,2 m/s, womit sie eine neue Weltjahresbestleistung aufstellte und sechzehn Zentimeter unter dem Rekord blieb. Zum Welt- und Europarekord fehlten ihr 51 Zentimeter.

### Rekordverbesserung
Es wurde ein neuer Landesrekord aufgestellt:

14,52 m – Patrícia Mamona (Portugal), Finale am 29. Juni, erster Versuch bei einem Rückenwind von 1,8 m/s

## Windbedingungen
In den folgenden Ergebnisübersichten sind die Windbedingungen zu den jeweiligen Sprüngen mitbenannt. Der erlaubte Grenzwert liegt bei zwei Metern pro Sekunde. Bei stärkerer Windunterstützung wird die Weite für den Wettkampf gewertet, findet jedoch keinen Eingang in Rekord- und Bestenlisten.

## Legende
Kurze Übersicht zur Bedeutung der Symbolik – so üblicherweise auch in sonstigen Veröffentlichungen verwendet:
| NR  | Nationaler Rekord      |
| WL  | Weltjahresbestleistung |
| NM  | keine Weite (no mark)  |
| ogV | ohne gültigen Versuch  |
| –   | verzichtet             |
| x   | ungültig               |

## Qualifikation
27. Juni 2012, 12:25 Uhr
25 Wettbewerberinnen traten in zwei Gruppen zur Qualifikationsrunde an. Neun von ihnen (hellblau unterlegt) übertrafen die Qualifikationsweite für den direkten Finaleinzug von 14,20 m. Damit war die Mindestzahl von zwölf Finalteilnehmerinnen nicht erreicht. Das Finalfeld wurde mit den sechs nächstplatzierten Sportlerinnen (hellgrün unterlegt) auf zwölf Werferinnen aufgefüllt. So mussten schließlich 14,08 m für die Finalteilnahme erbracht werden.

### Gruppe A

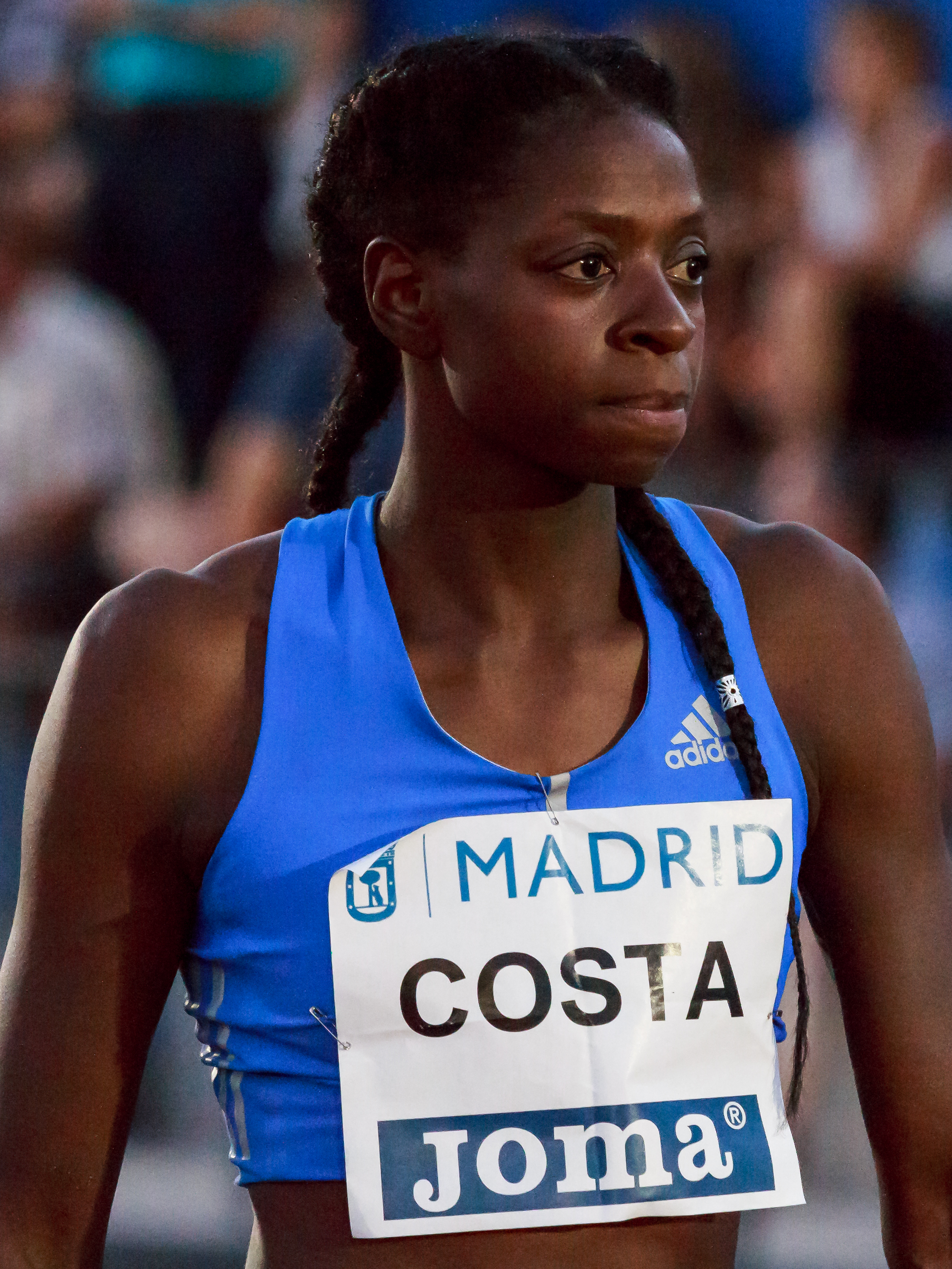
Susana Costa erreichte mit ihren 13,99 m nicht das Finale
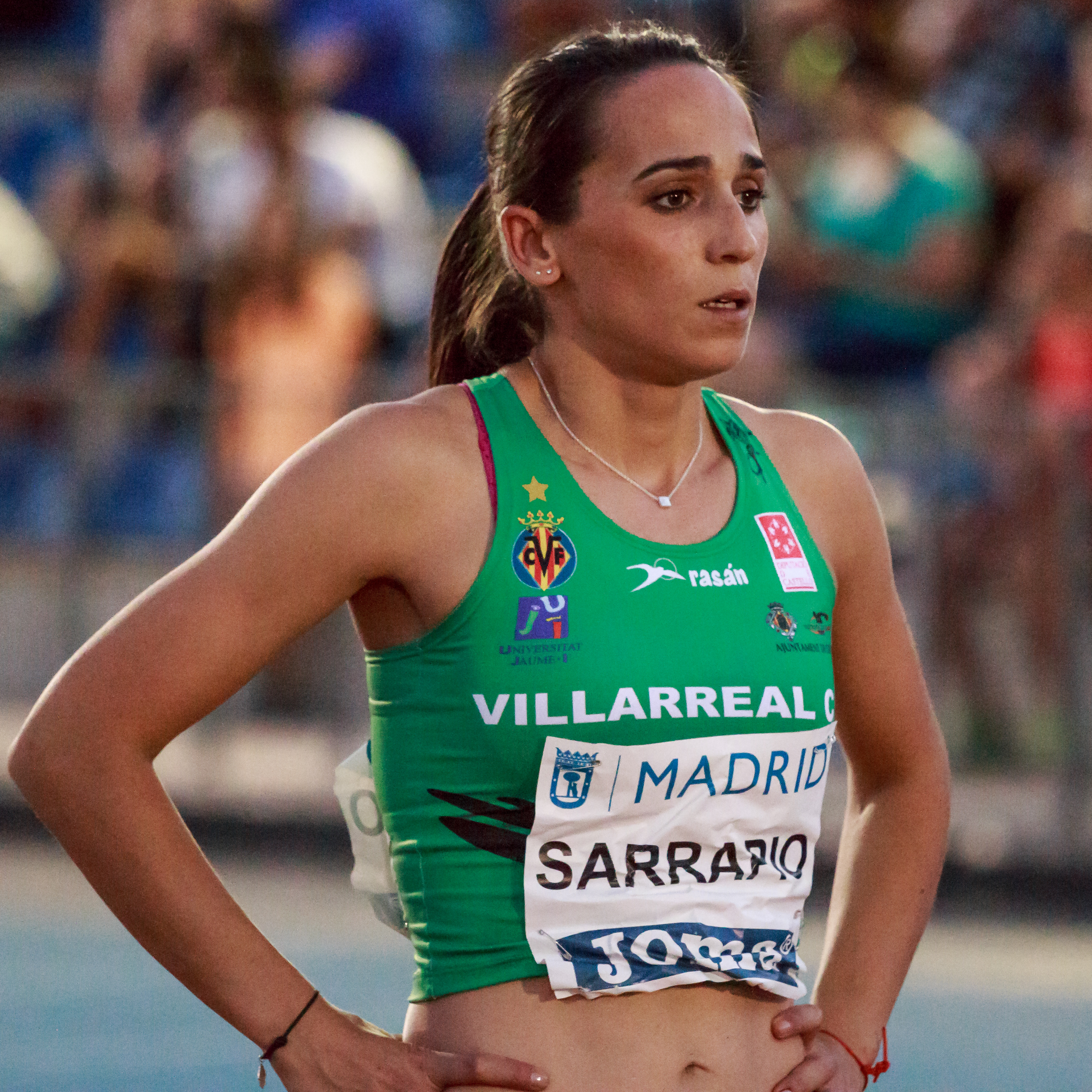
Patricia Sarrapio schied mit 13,90 m in der Qualifikation aus
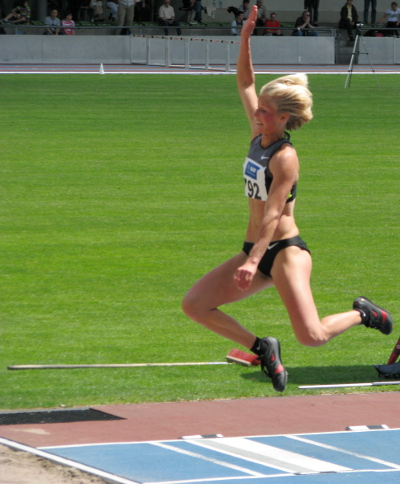
13,31 m waren für Katja Demut deutlich zu wenig, um im Finale dabei zu sein

| Platz | Name              | Nation       | Resultat (m) | 1. Versuch (m) Wind (m/s) | 2. Versuch (m) Wind (m/s) | 3. Versuch (m) Wind (m/s) |
| 1     | Olha Saladucha    | Ukraine      | 14,77        | 14,77 / ±0,0              | –                         | –                         |
| 2     | Athanasia Pérra   | Griechenland | 14,22        | x                         | 14,22 / −0,7              | –                         |
| 3     | Marija Šestak     | Slowenien    | 14,17        | 14,09 / +1,9              | 14,17 / +1,4              | 13,34 / −0,7              |
| 4     | Simona La Mantia  | Italien      | 14,14        | 13,85 / −0,9              | 14,14 / −0,2              | 13,90 / −0,1              |
| 5     | Níki Panéta       | Griechenland | 14,08        | x                         | 14,08 / +0,8              | 13,78 / +1,0              |
| 6     | Susana Costa      | Portugal     | 13,99        | 13,64 / −2,6              | x                         | 13,99 / +0,3              |
| 7     | Patricia Sarrapio | Spanien      | 13,90        | 13,83 / −0,2              | 13,90 / −0,7              | x                         |
| 8     | Hanna Demydova    | Ukraine      | 13,72        | 13,72 / −0,1              | x                         | x                         |
| 9     | Olesja Zabara     | Russland     | 13,69        | 13,54 / +0,4              | 13,69 / −1,5              | 13,56 / +1,7              |
| 10    | Adelina Gavrilă   | Rumänien     | 13,61        | 13,61 / −1,6              | 13,22 / −3,6              | 13,07 / +1,4              |
| 11    | Katja Demut       | Deutschland  | 13,31        | −0,4\|x                   | 13,13 / +1,3              |                           |
| NM    | Petia Dacheva     | Bulgarien    | ogV          | x                         | x                         | x                         |

### Gruppe B

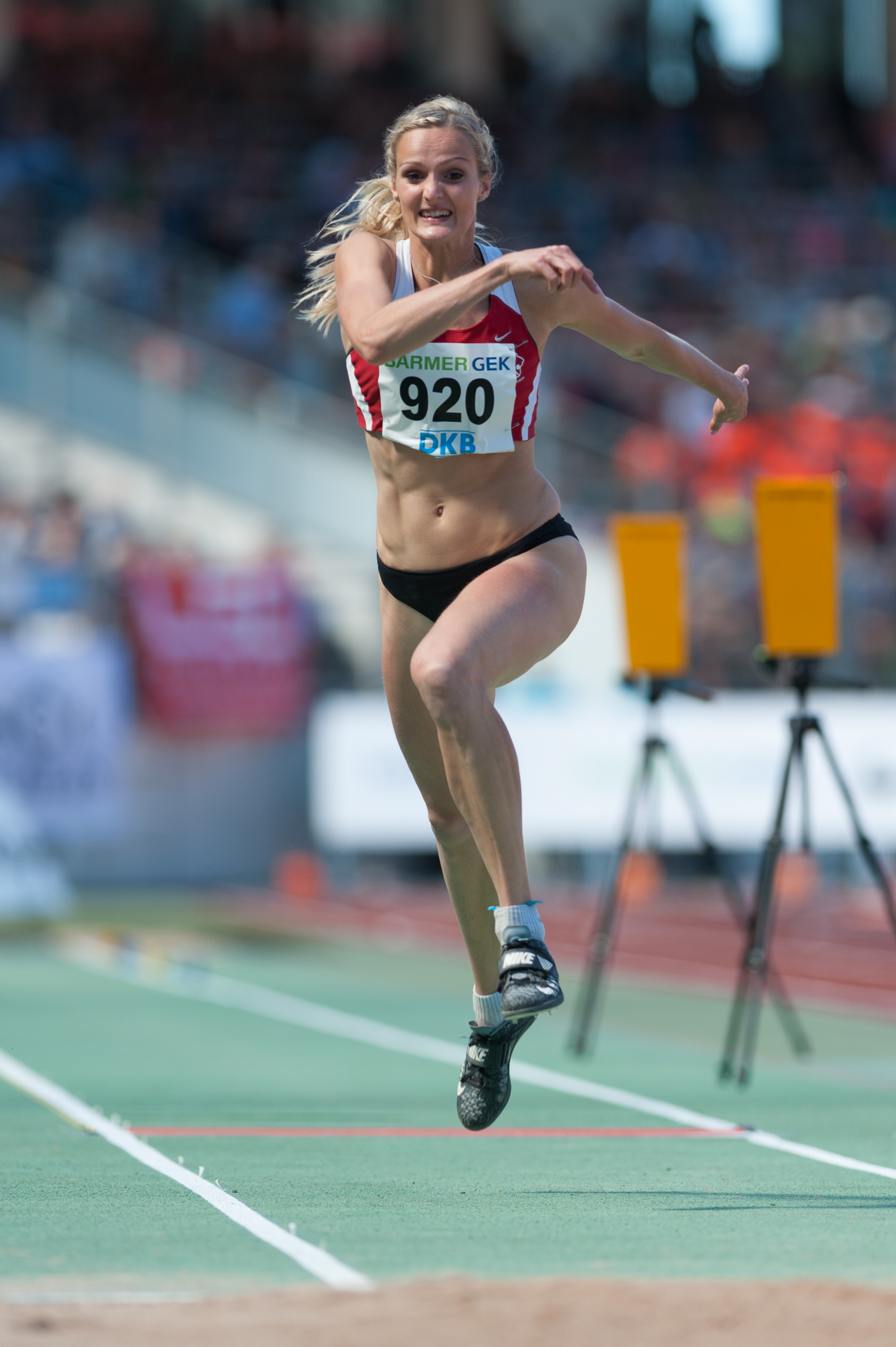
Jenny Elbe erreichte 13,90 m und schied damit aus
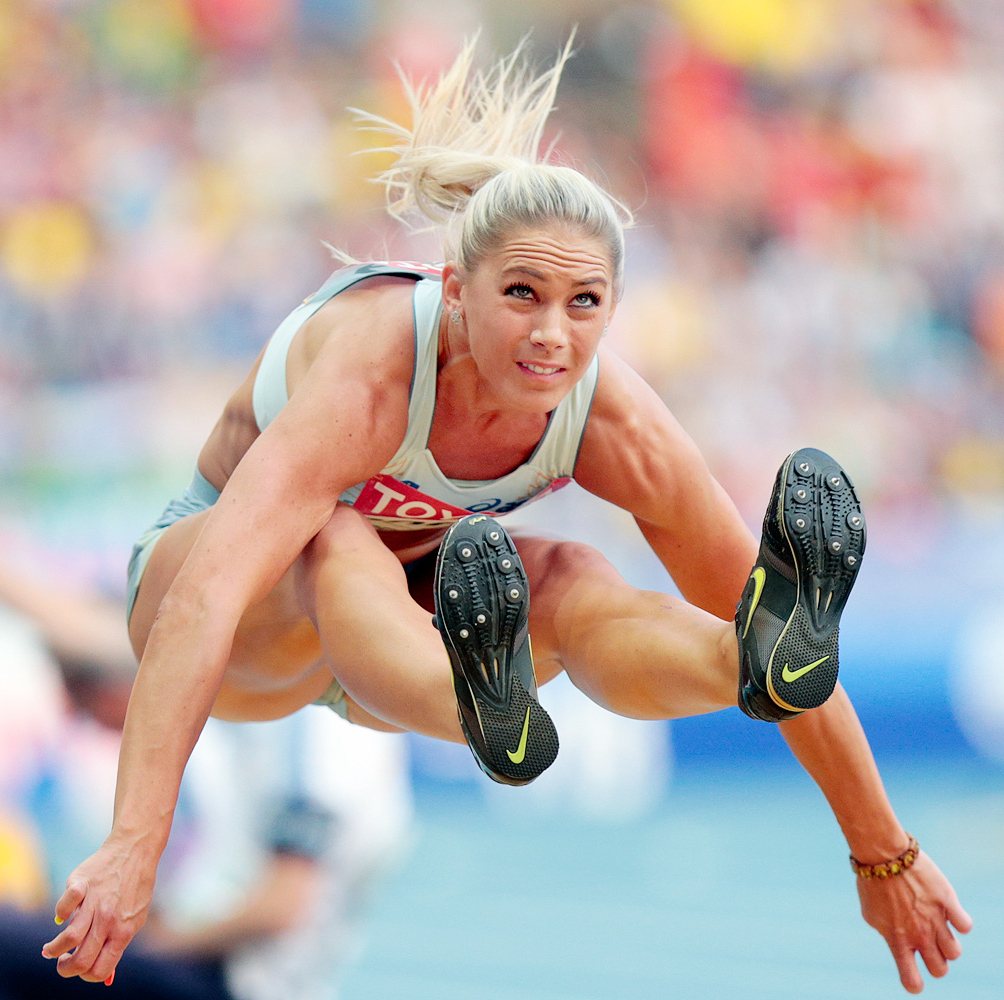
Mit 13,95 m scheiterte Snežana Rodić in der Qualifikation
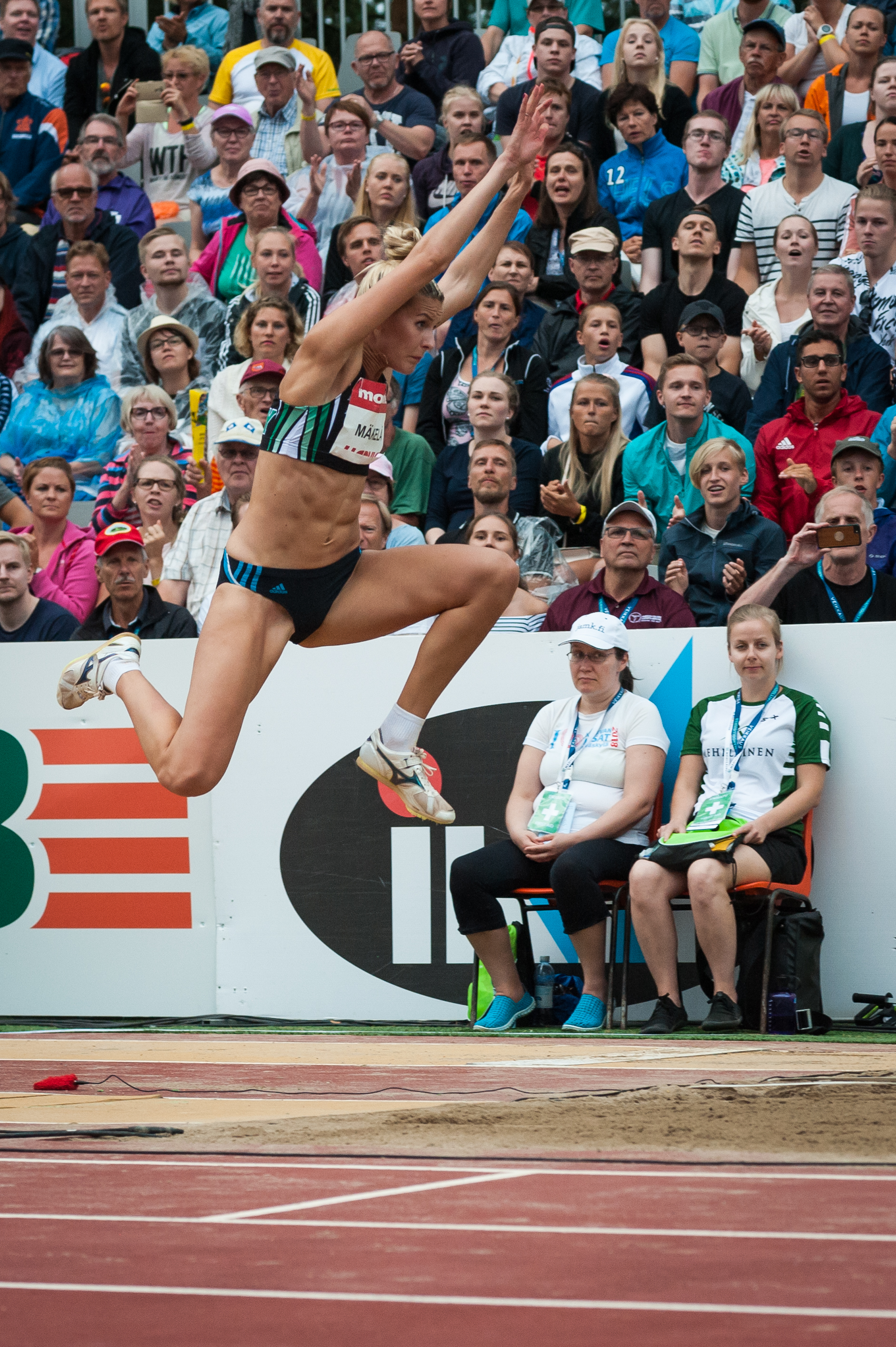
Kristiina Mäkelä gelang in der Qualifikation kein gültiger Sprung

| Platz | Name                   | Nation       | Resultat (m) | 1. Versuch (m) Wind (m/s) | 2. Versuch (m) Wind (m/s) | 3. Versuch (m) Wind (m/s) |
| 1     | Patrícia Mamona        | Portugal     | 14,41        | 14,41 / +3,0              | –                         | –                         |
| 2     | Françoise Mbango Etone | Frankreich   | 14,38        | x                         | x                         | 14,38 / +2,4              |
| 3     | Dana Velďáková         | Slowakei     | 14,36        | 13,92 / +1,2              | 14,36 / +0,5              | –                         |
| 4     | Paraskeví Papahrístou  | Griechenland | 14,35        | 14,35 / +1,2              | –                         | –                         |
| 5     | Jana Borodina          | Russland     | 14,28        | 14,03 / −0,5              | 14,28 / −2,0              | –                         |
| 6     | Aksinnia Dzetsuk       | Belarus      | 14,20        | 13,83 / −0,7              | 14,20 / −1,5              | –                         |
| 7     | Svetlana Bolshakova    | Belgien      | 14,09        | 13,66 / −0,5              | 13,91 / +0,5              | 14,09 / +0,3              |
| 8     | Jenny Elbe             | Deutschland  | 13,98        | 13,89 / +0,7              | 13,90 / −1,7              | 13,98 / −0,6              |
| 9     | Snežana Rodić          | Slowenien    | 13,95        | x                         | 13,63 / −1,7              | 13,95 / +3,2              |
| 10    | Ruslana Zychozka       | Ukraine      | 13,87        | x                         | 13,87 / ±0,0              | x                         |
| 11    | Cristina Bujin         | Rumänien     | 13,34        | x                         | 13,34 / −1,1              | x                         |
| NM    | Andriana Bânowa        | Bulgarien    | ogV          | x                         | x                         | x                         |
| NM    | Kristiina Mäkelä       | Finnland     | ogV          | x                         | x                         | x                         |

## Finale

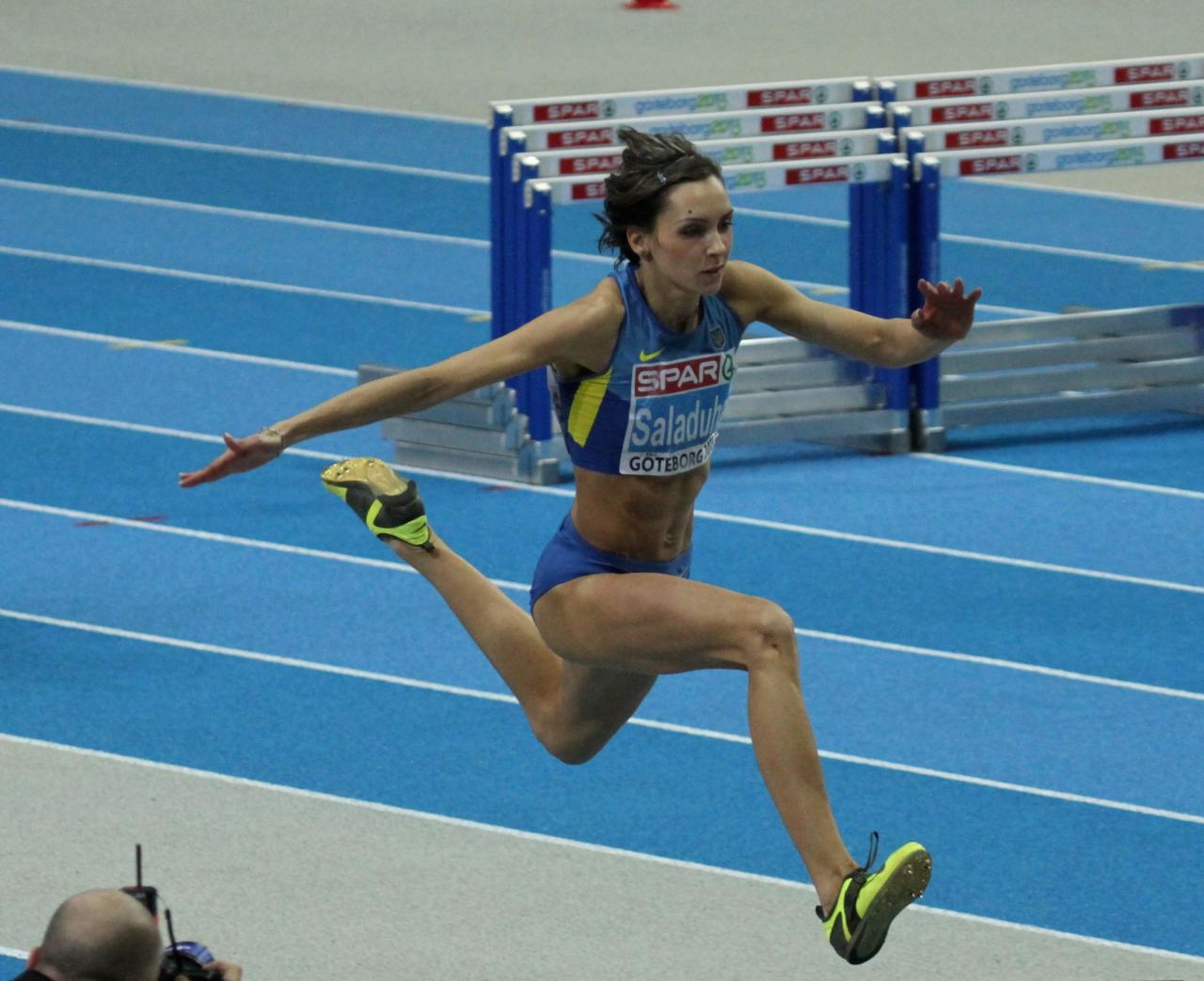
Die amtierende Weltmeisterin Olha Saladucha verteidigte
souverän ihren EM-Titel

29. Juni 2012, 21:00 Uhr
| Platz | Name                   | Nation       | Resultat (m) | 1. Versuch (m) Wind (m/s) | 2. Versuch (m) Wind (m/s) | 3. Versuch (m) Wind (m/s) | 4. Versuch (m) Wind (m/s)                     | 5. Versuch (m) Wind (m/s)                     | 6. Versuch (m) Wind (m/s)                     |
| 1     | Olha Saladucha         | Ukraine      | 14,99 WL     | 14,99 / +0,2              | 14,84 / +1,0              | x                         | 14,65 / +0,9                                  | x                                             | 14,89 / +1,0                                  |
| 2     | Patrícia Mamona        | Portugal     | 14,52 NR     | 14,52 / +1,8              | 14,07 / −0,3              | x                         | 14,22 / +1,0                                  | 13,97 / +0,3                                  | 14,21 / +1,4                                  |
| 3     | Jana Borodina          | Russland     | 14,36        | 14,15 / +1,5              | 14,07 / +0,6              | 14,00 / +0,2              | 14,02 / +0,5                                  | 14,36 / +0,7                                  | 14,35 / +1,7                                  |
| 4     | Simona La Mantia       | Italien      | 14,25        | 14,25 / +2,0              | x                         | 13,73 / +0,5              | x                                             | x                                             | 13,64 / +0,9                                  |
| 5     | Dana Velďáková         | Slowakei     | 14,24        | 13,90 / −0,6              | x                         | 14,24 / +2,0              | x                                             | x                                             | x                                             |
| 6     | Níki Panéta            | Griechenland | 14,23        | x                         | 14,23 / +0,7              | 14,15 / +1,7              | x                                             | x                                             | x                                             |
| 7     | Athanasia Pérra        | Griechenland | 14,23        | x                         | 14,00 / +0,2              | 14,23 / +2,0              | x                                             | x                                             | x                                             |
| 8     | Françoise Mbango Etone | Frankreich   | 14,19        | x                         | x                         | 14,19 / +2,7              | 13,95 / +0,3                                  | 14,03 / +0,9                                  | 14,15 / +0,7                                  |
| 9     | Svetlana Bolshakova    | Belgien      | 14,07        | x                         | 14,07 / +1,0              | 13,83 / +0,2              | nicht im Finale der besten acht Springerinnen | nicht im Finale der besten acht Springerinnen | nicht im Finale der besten acht Springerinnen |
| 10    | Marija Šestak          | Slowenien    | 14,01        | x                         | x                         | 14,01 / +0,5              | nicht im Finale der besten acht Springerinnen | nicht im Finale der besten acht Springerinnen | nicht im Finale der besten acht Springerinnen |
| 11    | Paraskeví Papahrístou  | Griechenland | 13,89        | x                         | 13,89 / −0,7              | x                         | nicht im Finale der besten acht Springerinnen | nicht im Finale der besten acht Springerinnen | nicht im Finale der besten acht Springerinnen |
| 12    | Aksinnia Dzetsuk       | Belarus      | 13,87        | x                         | 13,87 / +0,3              | 13,55 / −0,6              | nicht im Finale der besten acht Springerinnen | nicht im Finale der besten acht Springerinnen | nicht im Finale der besten acht Springerinnen |

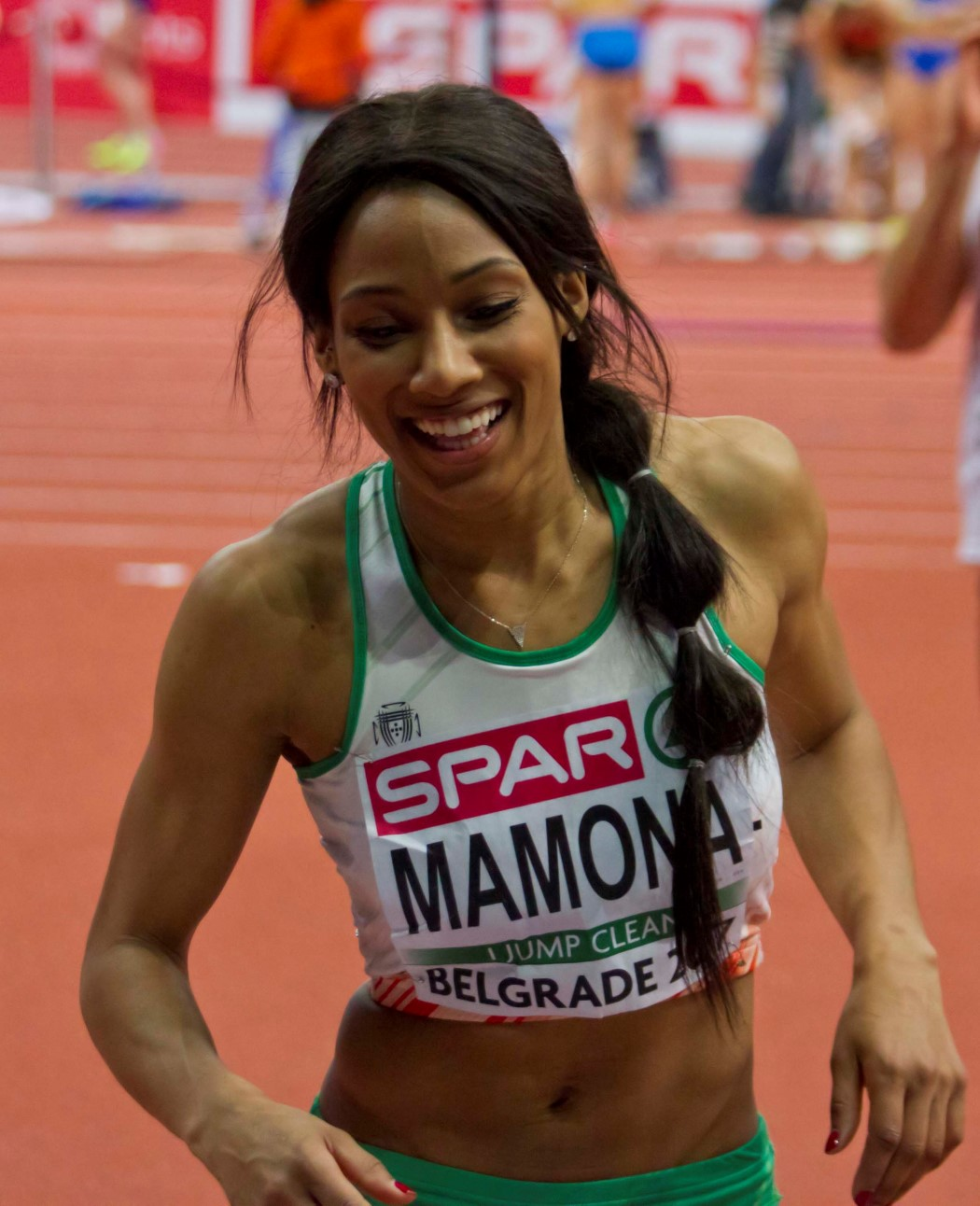
Vizeeuropameisterin Patrícia Mamona
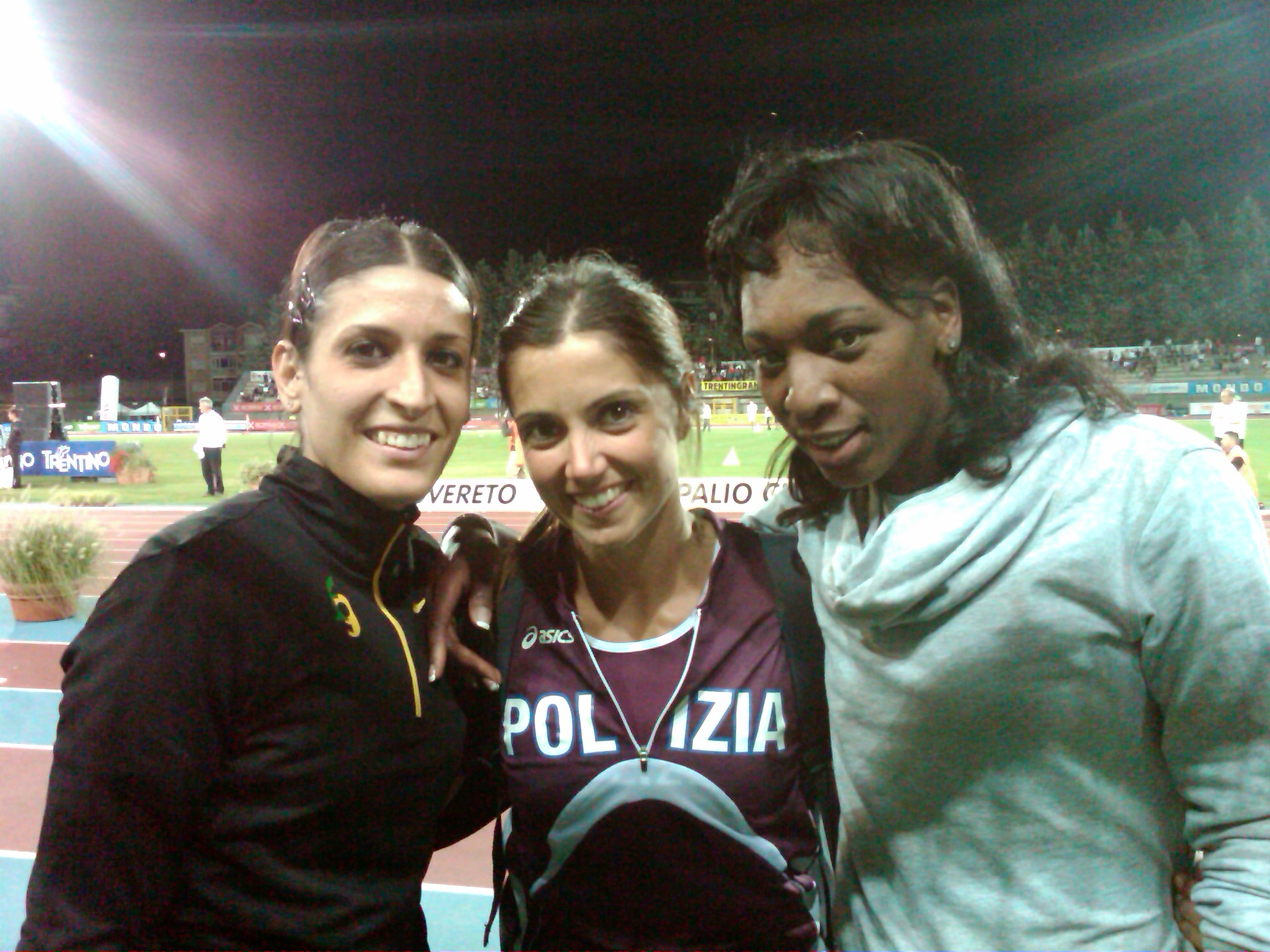
Die Vizeeuropameisterin von 2010 Simona La Mantia (links) kam diesmal auf den vierten Platz
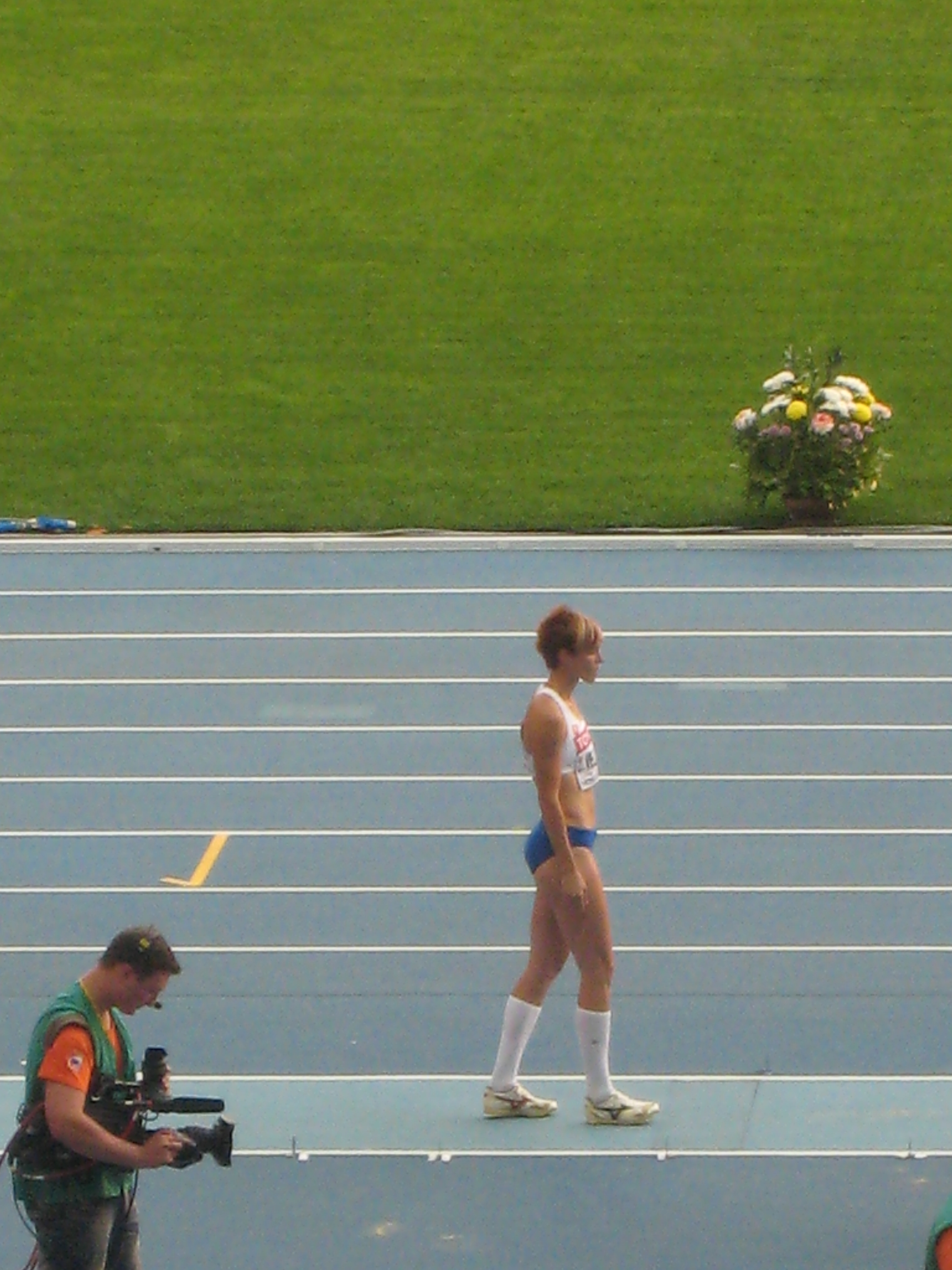
Dana Velďáková, am Tag zuvor Neunte im Weitsprung, belegte Rang fünf

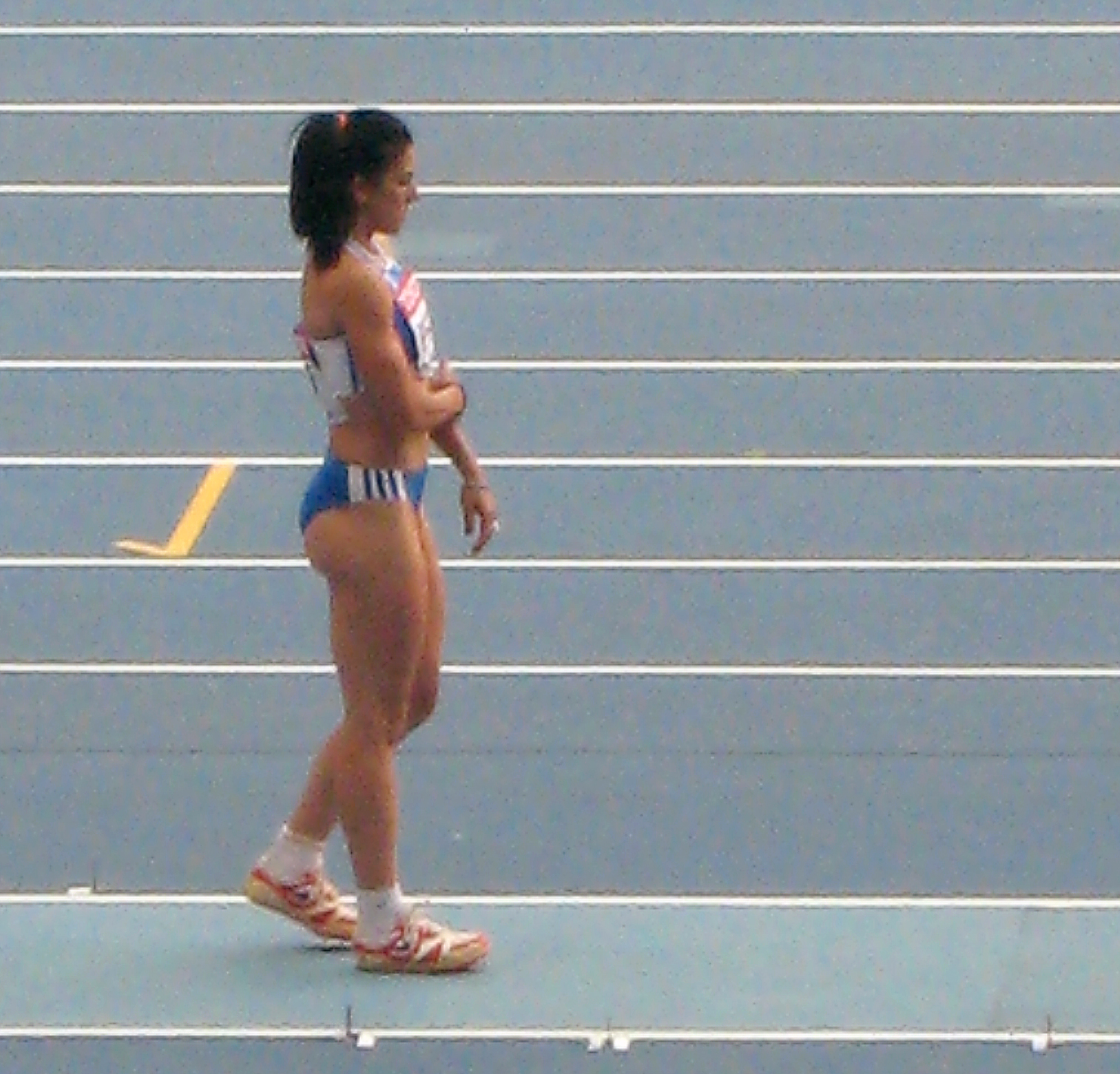
Athanasia Pérra wurde Siebte
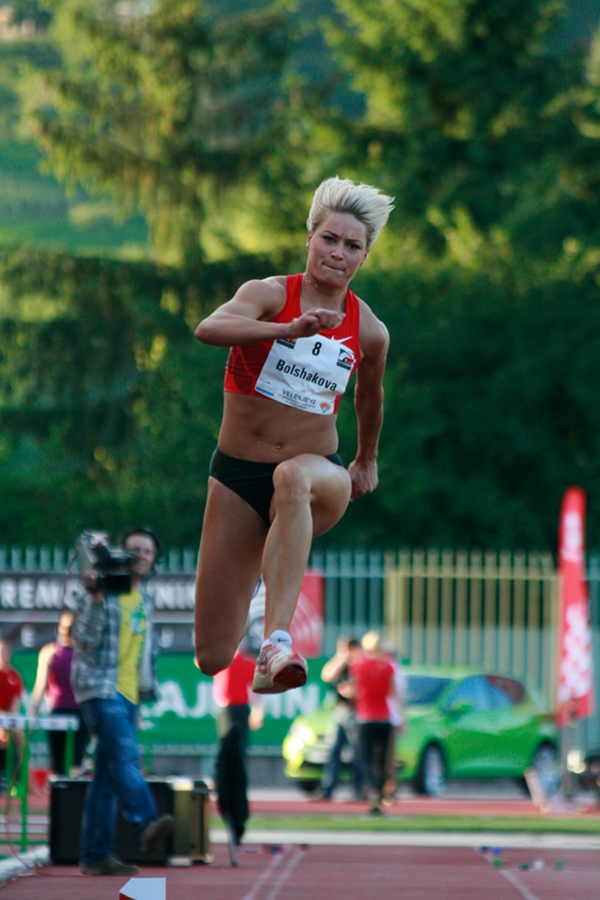
Svetlana Bolshakova erreichte Platz neun
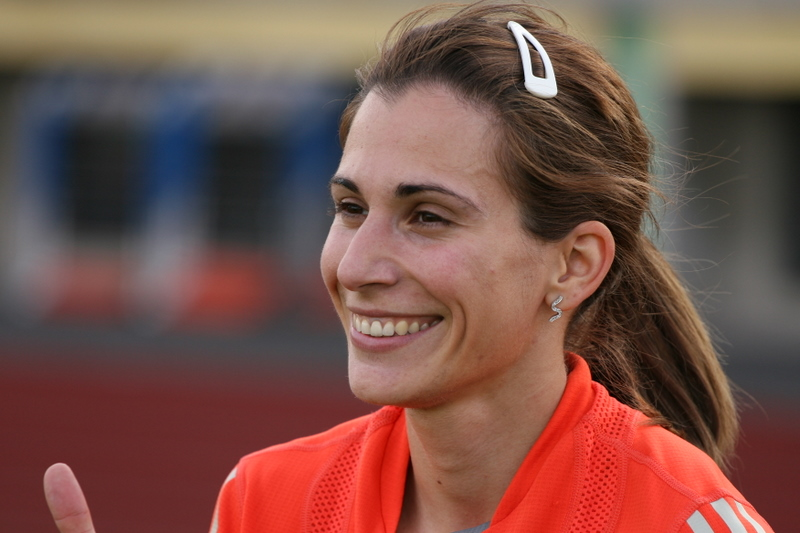
Die zehntplatzierte Marija Šestak
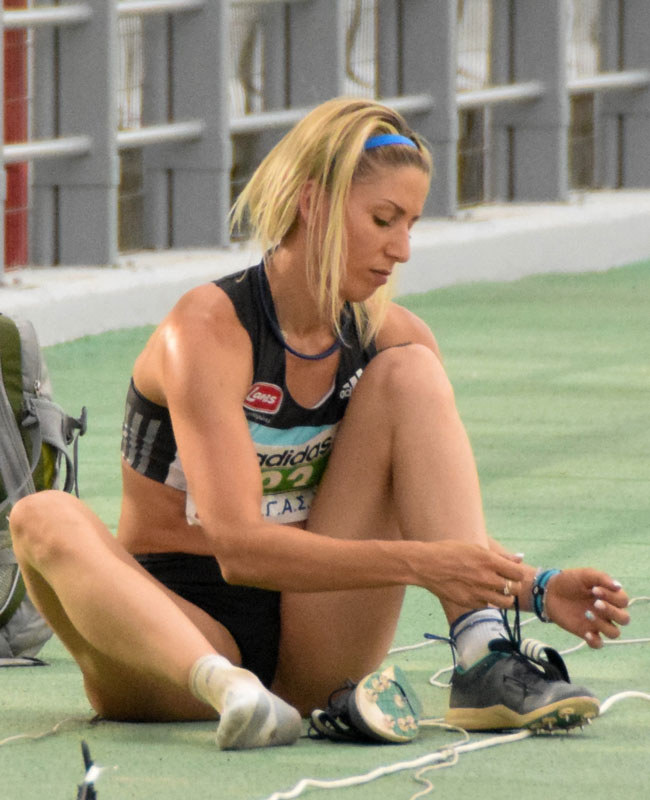
Paraskeví Papahrístou belegte Rang elf

## Videolink
- ECH2012 Helsinki Day 3 Olha SALADUHA (UKR), Interview, youtube.com, abgerufen am 6. März 2023